# 카타르 거래소
카타르 거래소(아랍어: بورصة قطر)은 카타르 도하에 소재한 증권거래소이다.